# Antônio Veríssimo de Sousa
Antônio Veríssimo de Sousa  (Camucá, no município de Alagoa Nova, 14 de maio de 1919 – Campina Grande, 5 de setembro de 1997) foi um político brasileiro. Durante sua carreira política foi eleito vereador de Esperança por três vezes consecutivas, sendo responsável pela emancipação política do município de Montadas, além prefeito deste último município por três vezes, bem como, uma vez vice-prefeito. Faleceu ao 78 anos, de causas naturais.
É de sua autoria a frase: “Amar a terra como Deus amou as flores”, a qual está no Hino Municipal de Montadas. Bem como, o lema da Bandeira Municipal: "Amor, Veracidade e Sabedoria" foram baseadas nas iniciais do seu nome. 
O Ginásio Municipal de Montadas, iniciado na administração do prefeito, José de Arimateia Souza (1993-1996) e concluído na administração do prefeito Lindembergue Souza Silva (1997-2000), recebeu o seu nome, passando a ser chamado de "Ginásio Poliesportivo Antonio Veríssimo de Souza - O Verissão". A rua de maior extensão do Conjunto da Saúde, também recebeu o seu nome durante o segundo mandato do prefeito José de Arimateia Souza (2001-2004). Posteriormente o trecho da rodovia estadual PB-115, que liga o município de Montadas ao município de Puxinanã, inaugurada em 2006 pelo governado Cássio Cunha Lima, recebeu o seu nome, passando a se chamar: PB 115 - Rodovia Antônio Veríssimo de Souza. O Cartório de Registro Civil do município também carrega o seu nome em sua homenagem. 

## Início de vida

### Infância
Antonio Veríssimo de Souza é o primogênito dos dois filhos do casal de lavradores José Veríssimo de Souza e da senhora Maria José de Jesus. A partir de 20 de janeiro de 1920, com a idade de 1 ano e 6 meses, passou a residir na zona rural de Campina Grande que posteriormente se tornaria o centro do município de Montadas, vindo com os seus pais do antigo povoado de Camucá de Alagoa Nova, atualmente pertencente a São Sebastião de Lagoa de Roça. Após o falecimento de sua mãe em 1928, o seu pai José Veríssimo dentro de 36 dias se casou com a sobrinha de sua mãe, com a qual teve 9 filhos. 
O fundador do povoado de Montadas, senhor Manoel Cirino Lira, trouxe juntamente com o padre João Coutinho - o qual posteriormente se tornaria Monsenhor - a primeira professora, a freire Dona Auta de Araújo, que ministrou o catecismo da Igreja Católica a Antonio Veríssimo, bem como, lhe alfabetizou. Posteriormente o seu pai juntamente com o padre Antonio da Costa levaram para o povoado a segunda professora, Dona Francisca Vicência do Espírito Santo que contribuiu na continuação dos seus estudos. 

### Maioridade
Como a grande maioria dos garotos da época, dedicava grande parte do tempo aos trabalhos da agropecuária, em propriedade do seu pai, embora também dedicasse parte do tempo aos estudos, o que contribuiu muito em sua formação. Tanto que em 21 de maio de 1943 foi nomeado pelo diretor de Departamento de Educação do Estado da Paraíba, para o ocupar a função de inspetor administrativo de ensino de Montadas e em 25 de maio de 1948, foi nomeado 1º suplente de subdelegado de polícia do distrito de Montadas. Ainda em 1948, colaborou para que seu pai José Veríssimo de Souza, doasse um terreno para que fosse construído uma unidade escolar, ele mesmo ajudou nas construção da obra, para que ela atendesse as crianças da localidade, após ser concluída, a obra passou a ser denominada Grupo Escolar Maria José de Souza, em homenagem ao nome de sua mãe, sendo omitido o nome de solteira "Jesus" e sendo adicionado o segundo sobrenome de seu pai, "Souza".

## Carreira política
Passou a ter um maior interesse pela política, a partir do ano de 1945 quando ocorrem as eleições presidenciais. Nesse período identificou-se com a União Democrática Nacional (UDN), e apoiou  a candidatura do Brigadeiro Eduardo Gomes a presidente da República, o qual veio a perder a eleição para General Eurico Gaspar Dutra (PSD). Contudo, nas eleições estaduais de 1947, dedicou apoio a candidatura Oswaldo Trigueira (UDN) o qual venceu o candidato situacionista Alcides Carneiro (PSD). Em 1950, apoiou, mais uma vez, a candidatura a Presidência da República ao Brigadeiro Eduardo Gomes (UDN) que veio, mais uma vez, a perder o pleito, desta vez para o Getúlio Vargas (PTB). Embora tenha o seu candidato perdido as eleições, o mesmo venceu na região do município de Esperança, a qual Montadas fazia parte desde 1944, fazendo de Antonio Veríssimo um udenista de destaque na região e culminando com sua candidatura ao cargo de vereador pelo município esperancense. 

### Vereador
Em 1951, foi realizada a segunda eleição municipal de Esperança, Antonio Veríssimo se candidatou a vereador pela União Democrática Nacional (UDN) e foi eleito em sexto lugar com 249 votos, de um total de sete vagas. Nesse período passou a ter um rivalidade política com o Padre José Galvão de Pocinhos, que ao visar a emancipação daquela localidade desejava anexar o território de Montadas, algo que Antonio Veríssimo lutou para que não ocorresse.
Em 1955, foi reeleito para o cargo vereador, quando obteve a terceira melhor colocação, com 264 votos. Nesse mesmo ano, foi autor do projeto de culminou com a Lei Municipal que nomeou a rua principal do povoado de Montadas como Rua Manoel Cirino Lira. Posteriormente se tornou presidente da Câmara Municipal de Esperança, ficando a frente da mesma durante o biênio 1958/1959. 
Em 1959, se reelege pela última vez como vereador pelo município de Esperança, com 208 votos. Sendo presidente da Câmara Municipal, mais uma vez, durante o biênio 1962/1963. Nesse período o PSD era hegemonicamente soberano no território esperancense, principalmente na zona urbana, perdendo apenas em Montadas, terra de Antonio de Veríssimo que era ligado a UDN, o que fez a localidade ser conhecida como "reduto udenista".

### Emancipação de Montadas
O deputado estadual Francisco Souto Neto, originário de Esperança, que visava a reeleição a partir das eleições estaduais de 1962, juntamente com o senhor Luiz Martins de Oliveira, que visava se eleger prefeito do município de Esperança a partir do pleito de 1963, passaram a se articular politicamente para que Antonio Veríssimo se juntasse a tais lideranças políticas, todavia, Antonio Veríssimo requeria que para tal, os mesmos o apoiassem na emancipação política do distrito de Montadas. Seu pedido foi atendido pelo governador Pedro Moreno Gondim, através de projeto de lei formulado pelo então deputado Francisco Souto Neto. Dando-se a emancipação política do município de Montadas através da Lei Estadual nº 3.088 de 14 de outubro de 1963.

### Prefeito e Vice-prefeito
Em 1964, torna-se prefeito de Montadas pelo Partido Democrata Cristão (PDC), sendo o primeiro prefeito eleito do município em uma candidatura única ao cargo majoritário da municipalidade, levando o cargo de 31 de janeiro de 1964 a 31 de janeiro de 1969. Passou em 1965, a ingressar a ARENA devido a extinção dos demais partidos anteriores através do Ato Institucional nº 2 emitido pelo Regime Militar. 
Em 1972, é eleito, mais uma vez, ao cargo de prefeito de Montadas como candidato único pela ARENA, levando o mandato de 31 de janeiro de 1973 a 31 de janeiro de 1977. Em 1982, venceu as eleições municipais pelo Partido Democrático Social (PDS2) com 60,3% dos votos válidos, ao derrotar o seu cunhado, José Felinto Paulo (Dedé Felinto).  Levando o mandato de 31 de janeiro de 1983 a 21 de dezembro de 1988. 
Em 1992, é eleito vice-prefeito de Montadas pelo PDS, na chapa majoritária que tinha seu filho, José de Arimateia Souza (PFL), como candidato a prefeito, composição essa que obtém 72,22% dos votos válidos, ao derrotar o candidato Dorgival Miranda Costa do PMDB. 

## 1ª Gestão (1964-1969)
Antes de iniciar o primeiro mandato, Antonio Veríssimo, ainda na administração interina do prefeito Geraldo José Custódio (1963-1964), mas conhecido como Didi Custódio, através de ações junto ao deputado federal Milton Cabral e ao governador Pedro Moreno Gondim, requereu que Montadas fosse agraciada com a iluminação elétrica vinda de Paulo Afonso, que ocorreu no ano de 1964 e que custou CR$ 3.000.000. 
O 1º mandato de Antonio Veríssimo como prefeito de Montadas iniciou em 08 de novembro de 1964 e se estendeu até 31 de janeiro de 1969 (1.577 dias). Como Montadas era um município com menos de um ano de instalação, foi necessário realizar todos os planejamentos de infraestrutura. Sendo assim, os primeiros anos de administração foram dedicados a obter recursos para a realização de obras, tais como a construção de escolas para as zonas rurais, a construção de um reservatório de água mais próximo a sede municipal, além da construção de calçamento e cemitério.
Como medida de angariar receitas, foi criado o imposto de Industria e profissão além do imposto inter-vivos de transição imobiliária e posteriormente a tabela de imposto predial. Com a ajuda de recursos estaduais e federais, a Prefeitura manteve 5 escolas, sendo um grupo escolar e quatro escolas mistas que funcionavam em residências dos sítios Maxixe, Montadas, e Lagoa do Açude. Com uma população estimada em 3.000 habitantes em 1966, 9 em cada 10 montadenses residiam na zona rural,  por isso a gestão buscou construir 03 Grupos Escolares, sendo eles, o Grupo Escolar Manoel Avelino Gomes no caminho para o Sítio Maxixe, o Grupo Escolar Antônio Flor de Araújo no Sítio Chã de Furnas e o Grupo Escolar José Vicente de Araújo no Sítio Várzea dos Coqueiros,  sendo esses últimos construídos em 1967 e 1968, respectivamente.
Em 1966, a administração municipal, iniciou a construção do Cemitério Público Santo Antônio, em terreno doado pelo senhor José Veríssimo de Souza, pai do prefeito Antonio Veríssimo. A obra teve um custo total de CR$ 6.734.241 e foi inaugurada em 11 de novembro daquele ano. Outrora os mortos do município eram sepultados nas localidades vizinhas como Areial e Pocinhos.
Em 1967, foi iniciada a construção do tanque público sendo concluída em 1968. No ano posterior a administração realizou a construção do calçamento da Rua Manoel Cirino Lira, sendo que ao final de sua gestão o prefeito Antonio Veríssimo deixou recursos para que o prefeito posterior, Luiz Avelino Gomes (1969-1973) realizasse a construção da Lavanderia Pública e consequentemente ajudou o prefeito Luiz Avelino Gomes, a conquistar juntos ao deputado federal, Milton Cabral, a liberação de recursos para a construção do Grupo Escolar Ireneu José de Maria no Sítio Manguape.

## 2ª Gestão (1973-1977)
O 2º mandato de Antonio Veríssimo como prefeito de Montadas iniciou em 31 de janeiro de 1973 e se estendeu até 31 de janeiro de 1977 (1.462 dias) Foi o seu segundo mandato tendo disputado as eleições municipais como candidato único. Sua administração iniciou com a construção do Grupo Escolar localizado em terreno no Sítio Lagoa Salgada, em 1971 durante a administração do prefeito municipal Luiz Avelino Gomes (1969-1973), a obra concluída em 1 de março de 1974, com custos de CR$ 25.000,00 e recebeu o nome de Grupo Escolar Irmãos Veríssimo, uma homenagem em alusão aos irmão do prefeito: Antonio Veríssimo Irmão, José Veríssimo de Souza Filho e João Veríssimo de Souza. Ainda em julho de 1974, a administração realizou a manutenção das estradas vicinais como forma de melhor atender o deslocamento para a sede municipal.
Em junho de 1975, a administração iniciou a obra do Grupo Escolar Erasmo de Araújo Souza, nome dedicado em homenagem ao estudante e comerciante, filho do prefeito que tinha falecido em 1968 devido a complicações cardíacas. A obra custou CR$ 40.000,00 e se tornaria anos depois a maior unidade de educação do município, após ter suas dependências unificadas em 1984, durante sua 3ª administração, com as dependências do Grupo Escolar Gedilânia Alves de Souza, construído em 1978 na administração do prefeito Antonio Joaquim da Silva (1977-1983). Os investimentos na educação prosseguiram e a partir de outubro de 1975 o governo municipal iniciou a recuperação do Grupo Escolar José Vicente de Araújo, localizado no St. Várzea dos Coqueiros. Em dezembro daquele ano, também foi iniciada a recuperação estrutural do Grupo Escolar Antônio Flor de Araújo, localizado no St. Chã de Furnas. 
Além da Educação, grande parte de sua administração tinha como objetivo atender a população nas áreas de Assistência Social e Saúde, visto a grande carência da população, por isso diversas ajudas para compra de alimentos e remédios eram realizadas. Durante sua administração, Antonio Veríssimo ainda buscou instalar o colegial (atual ensino médio) no município, visto que os alunos que decidiam continuar os estudos, precisavam se deslocar ao município de Campina Grande, com deslocamento pago pela prefeitura através das linhas de ônibus existentes à época, como Viação São José, Viação Passos e Viação Vera Cruz, todas do município de Esperança. Contudo, a implantação do 2º Grau no município de Montadas só pode ocorrer durante sua 3ª administração. 

## 3ª Gestão (1983-1988)
O 3º mandato do prefeito Antonio Veríssimo, deve duração de seis anos, iniciando-se em 31 de janeiro de 1983 e indo até 31 de dezembro de 1988 (2.162 dias). Logo de início a sua administração buscou realizar investimentos de infraestrutura, principalmente na área educacional.  

### 1983
Em 1983, o seu governo deu continuidade às obras do Grupo Escolar Genuíno Brito da Silva localizada no St. Montadas, iniciada durante a administração do prefeito Antonio Joaquim da Silva (1977-1983), além da construção do Grupo Escolar Maria Pereira de França, localizada no Sítio Manguape, firmados em convênio único. Mesmo já sendo uma unidade escolar estadual, a Prefeitura de Montadas, realizou a ampliação do Grupo Escolar Maria José de Souza, com finalidade de buscar condições para transformá-lo em um local de ensino com o ensino médio. Nesse mesmo período também foram realizadas ampliações do Grupo Escolar José Vicente de Araújo no Sítio Várzea do Coqueiros, sendo essa localidade rural também agraciada com a construção de um Posto Médico de Saúde, ao lado da unidade escolar.
A administração ainda em 1983, realizou a ampliação da rede elétrica nas ruas Custódio José da Silva e Renovato Gonçalves de Lima, além de realizar a iluminação da pequena Praça Central Monsenhor João Coutinho. 
Para garantir que um efetivo da Polícia Militar ficasse instalado definitivamente no município de Montadas, a Prefeitura Municipal realizou a compra de um prédio localizado na Rua Manoel Pedro da Silva, garantindo a mesma todo o suporte logístico de manutenção necessária, como materiais de limpeza e alimentação dos policiais. 
Nesse período foi realizada a compra de um veículo Gol S, ano e modelo 1983, para que a população carente pudesse se deslocar para os hospitais mais próximos de Esperança e Campina Grande.

### 1984
O Módulo Esportivo Álvaro Gaudêncio Filho, que tinha sido iniciado em 1982, mas que precisou de nova estruturação, pode ser concluído em 1984, com a reconstrução da muralha, nivelamento do campo de futebol e instalação de iluminação na quadra esportiva. Ainda, ao lado do módulo esportivo, foi construído uma lavanderia pública com caixa d’água, para que a população carente pudesse realizar os serviços domésticos sem necessitar se deslocar aos barreiros e barragens.
Na era educacional foi realizada uma série de melhorias nas unidades educacionais, como a ampliação do Grupo Escolar Ireneu José de Maria, localizado no St. Montadas de baixo; a recuperação do Grupo Escolar José Paulino, localizado no St. Lagoa dos Verdes; a recuperação do Grupo Escolar Antônio Flor de Araújo, no Sítio Chã de Furnas e a ampliação dos Grupos Escolares Erasmo de Araújo Souza e Gedilânia Alves de Souza, que foram unificados em uma única unidade escolar, permanecendo o primeiro nome. Passando a ser instalada nas suas dependências a Biblioteca Municipal, que recebeu o nome da segunda unidade escolar, agora anexa. 
A administração de Antonio Veríssimo ainda adquiriu no ano de 1984, 2,5 hectares de terras, os quais foram doados a população para que essa pudesse construir unidades habitacionais.

### 1985
No ano de 1984, a Prefeitura Municipal tinha realizado um planejamento para a construção de um Mercado Público, todavia dos 20 milhões de cruzeiros previstos para a realização da obra foi liberado apenas o montante de 8 milhões, neste caso, a administração buscou cancelar o planejamento inicial e com esse valor realizar a expansão elétrica da Rua Renovato Gonçalves de Lima e Rua Custódio José da Silva. 
A administração buscou separar as instalações do Poder Executivo e Legislativo que funcionavam no mesmo prédio localizado na Rua João Veríssimo de Souza, assim, foi realizada a construção do prédio da Prefeitura Municipal em terreno entre a Avenida José Veríssimo de Souza e a Rua José Cirino da Silva, sendo por muitos anos a melhor sede do Poder Executivo da região. Nesse mesmo período foi comprado um prédio para que nele fosse instalado os Correios. 
A Prefeitura Municipal passou a melhorar os serviços telefônicos do município através da compra de 30 ramais telefônicos espalhados pela zona urbana e rural do município, sendo os serviços prestados através da TELPA. Foi nesse período que também foi iniciada a construção de uma quadra esportiva no Grupo Escolar Maria José de Souza, que naquele ano passou a lecionar o ensino médio, passando a ser denominado de Escola Estadual de 1º e 2º Grau Maria José de Souza.
A administração municipal, visando ampliar os serviços de deslocamento para as unidades de saúde da região, comprou um veículo Marajó e uma Kombi, ambos 0K, modelo 1985.
Nesse mesmo ano, a administração do prefeito Antonio Veríssimo, ainda foi se planejado a construção de um ginásio poliesportivo, mas o projeto não obteve recursos para a sua construção, sendo o projeto sido reformulando por seu filho José de Arimateia Souza (193-1996), durante sua primeira administração como prefeito de Montadas, sendo a obra realizada e ao término do seu mandato ter 90% de sua estrutura concluída, sendo a obra finalizada, durante a primeira gestão de Lidembergue Souza Silva (1997-2000), neto de Antonio Veríssimo, sendo a obra agraciada com o seu nome e sendo conhecida como O VERISSÃO. 

### 1986
Em 1986, a administração municipal realizou a reforma e recuperação do Centro de Saúde Severina de Araújo, além de construção do muro perimetral, localizada na Rua José Cirino da Silva. Além de realizar a construção do auditório da Escolar Estadual de 1º e 2º Grau Maria José de Souza e o do muro perimetral.
Nesse ano, foi realizada a compra de um terreno localizado na Avenida José Veríssimo de Souza e a compra de um caminhão F-4000, que por muitos anos realizou o deslocamento dos alunos da zona rural para a zona urbana, até ter seus serviços substituídos por ônibus a partir da 2ª administração do prefeito José de Arimateia Souza (2001-2004).
A administração de Antonio Veríssimo ainda realizou no ano de 1986, uma série de serviços de expansão da rede elétrica, como a expansão até a barragem São José, as margens da PB-115 com destino a Esperança via Areial; a expansão da rede elétrica para a Rua Maria José da Silva e Avenida São José; bem como, a expansão da eletricidade para o Açude Emídio que viria abastecer a cidade; expansão elétrica para o St. Furnas e St. Carga D’água. Sendo realizada ainda uma melhoria na iluminação da Rua Manoel Cirino Lira através de lâmpadas a vapor mercúrio, a construção abrigo rodoviário na Rua São José e a construção de uma passagem molhada entre o St. Manguape e a propriedade de Deodato Simplício de Araújo.

### 1987
Em 1987, a administração municipal teve uma preocupação em uma melhoria nas estradas vicinais localizadas na zona rural, por isso realizou a construção de 8 bueiros nas estradas dos sítios: Montadas, Mares Preto, Lagoa de dentro, Várzea das Cabras, Lagoa do Açude e Manguape. 
Na área educacional a administração realizou a construção de mais uma sala de aula da Escola Estadual de 1º e 2º Grau Maria José de Souza e a recuperação do Grupo Escolar Irmãos Veríssimo, localizado no St. Lagoa Salgada; Grupo Escolar José Paulino, localizado no St. Lagoa dos Verdes; Grupo Escolar José Vicente de Araújo, localizado no St. Várzea dos Coqueiros; Grupo Escolar Maria das Neves Pereira de Araújo, localizado no St. Lagoa do Açude; Grupo Escolar Maria Vital dos Santos, localizado no St. Mares Preto, Grupo Escolar Ireneu José de Maria, localizado no St. Manguape, Grupo Escolar Antonio Flor de Araújo, localizado no St. Chã de Furnas e Grupo Escolar Maria Pereira de França, localizado no St. Maguape. 
A gestão ainda realizou a compra de um parque infantil, que posteriormente seria instalado na Escola Municipal Helena José Porto, durante a administração do prefeito Inácio Porto (1989-1992) e a compra de um terreno na Rua Maria José da Silva.

### 1988
Em 1988, último ao de sua administração Antonio Veríssimo realizou o calçamento da Rua José Cirino da Silva e Avenida José Veríssimo de Souza, a partir dos pontos calçados pela administração anterior e levando até a última casa da extensão urbana, à época. 
Nesse ano foi adquirido o terreno que seria construída a Escola Municipal Manoel Sebastião do Nascimento, localizada no St. Campos, bem como a adaptação para que a Escola Municipal Erasmo de Araújo Souza viesse a receber o ensino médio, passando nível de colégio e tendo a sua nomenclatura modificada para Escola Municipal de 1º e 2º Grau Erasmo de Araújo Souza, situação essa que perdurou até o ano de 1996, quando veio a ministrar aulas apenas de nível fundamental.

## Vida Pessoal
Em 31 de dezembro de 1941, Antonio Veríssimo casou-se com a senhora Severina de Araújo Souza, a qual já era viúva sem filhos. Com ela ele teve oito filhos: Paulo de Souza, Erasmo de Araújo Souza, Maria da Salete de Souza Silva, Luiz Gonzaga de Souza (natimorto), Antonio Veríssimo de Souza Filho, José Araújo de Souza (primeiro filho), José Araújo de Souza (segundo filho, após o falecimento do primeiro), José de Arimateia Souza e Fernando Antonio de Souza. Após o falecimento de sua primeira esposa, se casou em 30 de outubro de 1986, com a senhora Maria Margarida Santos Sousa, com a qual teve o seu filho Antonio Veríssimo de Souza Segundo. 